# Dolmen von Langholz
Das Großsteingrab Dolmen von Langholz befindet sich etwa 500 m nördlich von Langholz, am östlichen Waldrand. Langholz gehört zur Gemeinde Waabs im Kreis Rendsburg-Eckernförde in Schleswig-Holstein. Die Megalithanlage der Trichterbecherkultur (TBK) entstand zwischen 3500 und 2800 v. Chr.

## Die Kammer

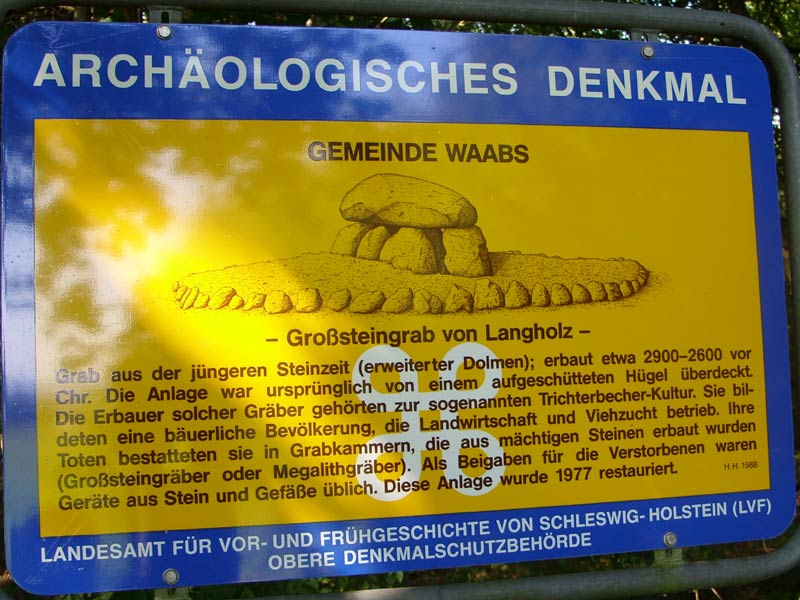
Das Informationsschild

Die Steinkammer in Richtung Nord-Süd befindet sich in einem sehr guten, 1977 restaurierten Zustand.
Es handelt sich um einen relativ kleinen erweiterten Dolmen. Die etwa 2 m × 1 m große Kammer wird aus fünf Tragsteinen rechteckig gebildet, im Süden ein niedriger Eintrittstein. Sie ist mit einem Deckstein bedeckt, seine Maße betragen 1,8 m × 1,5 m.
Die Anlage war ursprünglich von einem aufgeschütteten Hügel überdeckt. Die Erbauer solcher Gräber gehörten zur sogenannten Trichterbecher-Kultur.
Im „Atlas der Megalithgräber Deutschlands“ von Ernst Sprockhoff wird der Dolmen als „Sprockhoff 68“ geführt, er wird dort (1960) noch als nahezu vollständig zerstört beschrieben.

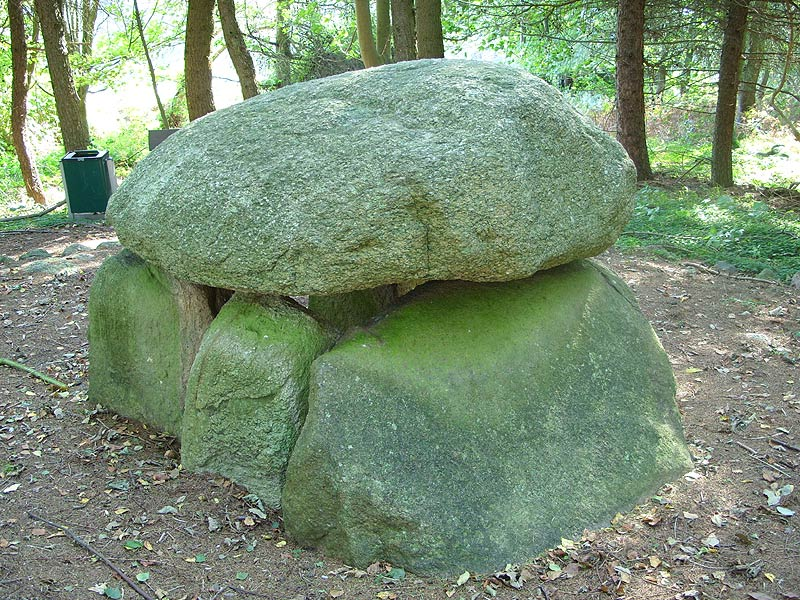
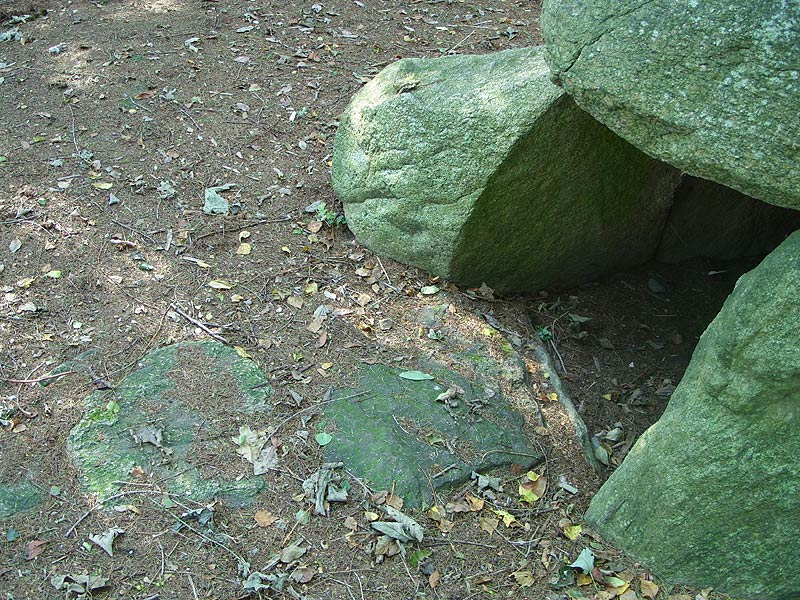
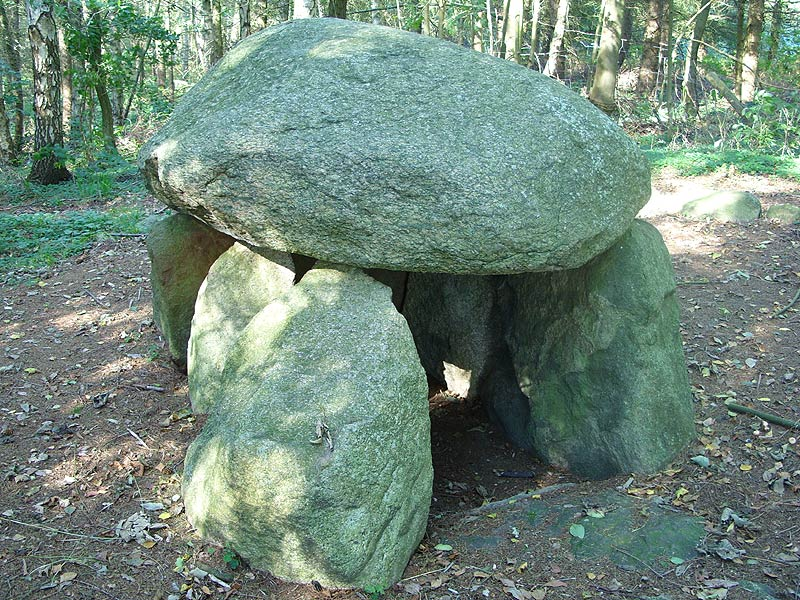